# A-350 (ミサイル)
A-350（ロシア語: А-350、NATOコードネーム：ABM-1 Galosh、NATO旧称：SH-01）とは、ソビエト連邦の核弾頭搭載型の地対空弾道弾迎撃ミサイルで、A-35 (ミサイル)対弾道弾ミサイルシステムを構成するミサイルである。
NATOコードネームの“Galosh(ガロッシュ)”とは靴の一種で、いわゆる「オーバーシューズ」を指す。

## 概要
主な任務は、モスクワを標的として飛来するアメリカ合衆国のタイタンやミニットマン大陸間弾道ミサイルを迎撃することである。
1960年代、レーダー誘導、機械式操舵のミサイルとして導入された。弾頭にはLIM-49 ナイキ ゼウスに匹敵する高出力の核弾頭を搭載していた。
A-350R（А-350Ж、ABM-1B）は、A-35M対弾道弾ミサイルシステムとして導入され、1978年ごろに運用開始となった。このミサイルの後継として、1970年代に53T6（ABM-3 Gazelle）、1980年代に51T6（ABM-4 Gorgon）が、A-135 (ミサイル)対弾道弾ミサイルシステムとして導入された。